# 加賀電子
加賀電子株式会社（かがでんし、Kaga Electronics Co., Ltd.）は、東京都千代田区に本社を置く電子部品などを扱う大手独立系のエレクトロニクス商社である。

## 沿革
- 1968年（昭和43年）9月 - 1960年に金沢市立工業高等学校電気科を中退し[2]、石川県金沢市から16歳で上京した創業者の塚本勲が、東京都千代田区外神田にて加賀電子株式会社設立[3][4]。社名は、塚本の出身地より加賀百万石にちなんだものである[5]。
- 1972年（昭和47年） - 本社を文京区本郷に移転。
- 1985年（昭和60年）12月 - 株式を店頭公開。
- 1986年（昭和61年）12月 - 東京証券取引所第二部上場。
- 1997年（平成9年）9月 - 東京証券取引所第一部指定替え。
- 2009年（平成21年）7月 - 本社およびグループ各社を文京区本郷から千代田区外神田の住友不動産秋葉原ビルに移転・集約。
- 2014年（平成26年）3月10日 - 現本社自社ビル（千代田区神田松永町20番地）に移転。
- 2022年（令和4年）4月 - 東証の制度改革により、東証プライム市場に変更。

## 事業分野
- 電子部品・半導体の販売からEMS（電子機器の受託開発・製造サービス）、パソコンおよびその他周辺機器などの完成品の販売など。

## 事業所
- 本社 - 東京都千代田区神田松永町20番地
- 本社別館 - 東京都中央区八丁堀3-27-10　ヒューリック八丁堀第一ビル
- 北陸営業所 - 石川県金沢市広岡3-1-1　金沢パークビル11F
- 新横浜営業所 - 神奈川県横浜市港北区新横浜2-5-2　新横浜U・Uビル7F
- 名古屋営業所 - 愛知県名古屋市中区大須1-7-2　加賀ビル
- 新潟営業所 - 新潟県長岡市今朝白1-8-18　長岡DNビル8F
- 北関東営業所 - 埼玉県さいたま市北区宮原町2-34-1
- 福岡営業所 - 福岡県福岡市博多区店屋町8-30　博多フコク生命ビル5F
- 浜松営業所 - 静岡県浜松市中央区板屋町111-2　浜松アクトタワー12階
- 仙台営業所 - 宮城県仙台市青葉区本町1-11-1　HF仙台本町ビルディング12F
- 関西営業所 - 大阪府大阪市中央区南船場2-2-6　加賀ビル
- 広島営業所 - 広島県福山市紅葉町2-27　日本生命福山ビル2F

## 子会社・関連会社

### 国内
- 加賀アミューズメント株式会社
- 加賀テック株式会社 - 旧社名はブランド名TAXANを逆にしたナグザット（NAXAT）。1990年（平成2年）前後にはファミコンゲームも発売しており『サマーカーニバル'92 烈火』などで知られる。2005年（平成17年）、ゲーム事業をデジタル・ゲイン（のちの加賀クリエイト）に移管した[6]。
- 加賀デバイス株式会社
- 株式会社エー・ディーデバイス
- 加賀テクノサービス
- 加賀マイクロソリューション株式会社　　　　
  - 株式会社サンコーエンジニアリング
- 加賀スポーツ株式会社
- 加賀ソルネット株式会社
- 株式会社デジタル・メディア・ラボ
  - 株式会社ドリームス
  - 株式会社アクセスゲームズ
- 加賀FEI株式会社
  - NVデバイス株式会社
- 加賀EMS十和田株式会社
- 株式会社エクセル
  - アルファバスジャパン株式会社
- 旭東電気株式会社

### 海外
- KAGA ELECTRONICS（USA） INC.
- KAGA（SINGAPORE） ELECTRONICS PTE. LTD.
- KAGA（KOREA） ELECTRONICS CO.,LTD.
- KAGA（H.K.） ELECTRONICS LTD.
- 加賀電子（上海）有限公司
- KAGA ELECTRONICS（THAILAND）COMPANY LIMITED
- KAGA（TAIWAN）ELECTRONICS CO.,LTD.
- 加賀電子（大連）有限公司
- KD TEC s.r.o.
- TAXAN MEXICO S.A. de C.V.
- KD TEC TURKEY ELEKTRONIK SANAYAI VE TICARET LIMITED SIRKETI
- KAGA ELECTRONICS INDIA PRIVATE LIMITED

### かつて存在していた子会社・関連会社
- 株式会社サイバーフロント - 元独立系でゲームソフト主体のソフトハウス。一時、旧アルゼの傘下に入っていたが旧アルゼの娯楽関連等での事業展開が行き詰まりMBOで独立。後に同社と資本業務提携・子会社化。業績悪化により完全子会社化し立て直しを図るも、経営改善は困難と判断し、2013年12月19日解散[7]。
- 加賀クリエイト株式会社 - 1999年10月18日創立。旧社名は株式会社デジタル・ゲイン[8]。セールスプロモーションやコンテンツ事業を展開。旧社屋は東京都文京区本郷に、新社屋東京都中央区八丁堀の本社別館ビル内にオフィスを構えていた。2005年（平成17年）4月1日、親会社の加賀電子の企業再編や合理化を理由として加賀テックよりゲームソフト事業を受け継いだ[6]。2007年（平成19年）5月1日に現社名に改称。ナグザットブランドから続いていた同社のゲームの開発、制作、販売事業のほか、アニメーション作品の製作にも関わっており、OVA『華一族 キネトグラフ』（2012年）やテレビアニメ『BLAZBLUE Alter Memory』（2013年）の製作委員会に幹事会社として参加していた[9]。このほか、2004年から2007年にかけてはゲームブランド「ピオーネソフト」として家庭用ゲーム機（ドリームキャスト・PlayStation 2）への美少女ゲームの移植版をリリースしていた[10]。移植版の代表作としては『ジュエルスオーシャン』・『Orange Pocket』・『パティシエなにゃんこ』がある[10]。その後、2014年に「加賀クリエイト」として家庭用ゲーム機の販売を再開したが、リリースした携帯電話用アプリによって業績不振に陥り[10]2015年12月31日をもって会社を解散した[11]。これにより、加賀電子はナグザットブランドから続いていたコンシューマー関連のゲームコンテンツ開発・制作・販売事業から撤退。ただし、関連会社のアクセスゲームズやドリームスは現在もゲーム開発事業に携わる。また、加賀クリエイトから発売された一部のソフトについてはエンターグラムが版権を引き継いで再発売されている。
- 株式会社エスアイエレクトロニクス - セガの子会社として設立されたアーケードゲーム基板メーカー。後にサミーの出資を受け、2008年（平成20年）7月にサミーとセガが保有していた全株式を取得し子会社化。2016年（平成28年）10月に加賀コンポーネント株式会社へ事業を譲渡し、2017年（平成29年）5月に清算を結了し解散。
- 加賀コンポーネント株式会社 - 民生用、産業用の各種電源機器の開発・設計・製造・販売等を行っていた。グループ再編に伴い、2018年1月1日付で加賀マイクロソリューション株式会社へ全事業を譲渡し[12]、同年6月28日に解散。同年7月7日に東京地方裁判所へ特別清算を申請した[13]。
- 株式会社ニデコ - デスクトップPC用CRTディスプレイ機器の製造販売。ブランド名は「NIDECOM」（ニデコム、Oの部分は青い正円でNDCの3文字が白抜きで入っていた）。2007年7月にエクセルへ吸収合併された。

## テレビ番組
- 賢者の選択（2008年7月19日、BS朝日、サンテレビ）[2]
- 日経スペシャル カンブリア宮殿 社員は宝だ！社員に任せる"おこぜ流経営術（2009年4月20日、テレビ東京）[14]

## 書籍

### 関連書籍
- 『加賀電子 創業社長の選択 男・塚本勲の「あすなろの木」とは』（著者:鶴蒔靖夫）（1997年12月12日、IN通信社）ISBN 9784872181456

## ゴルフ
創業者塚本勲の趣味であったゴルフは1995年に女子プロゴルファー、村口史子のスポンサーになったことで社会貢献として関わりを持つこととなる。会社としてゴルフトーナメントや選手のスポンサーになるほか、塚本個人としては民事再生法手続が行われた地元石川県のツインフィールズの事業管財人になる。2004年、FYT株式会社（現・加賀スポーツ株式会社）を設立し、スイングチェック・画像診断・スピードガン・計測器・シミュレーションゴルフなどエレクトロニクス技術を活用したゴルフ用品の販売を開始し、後にゴルフ練習場やゴルフスクールなどの施設運営を展開する。
- JLPGA新人戦 加賀電子カップ - 1996年より日本女子プロゴルフ協会主催で加賀電子が特別協賛する女子プロゴルフの新人選手によるトーナメント大会[19]。
- 所属契約ゴルファー[20]
  - 現在
    - 川岸史果
    - 杉本エリック
    - 内田ことこ
    - 泉田琴菜
    - 杉本スティーブ
    - 工藤遥加
    - 大久保柚季
    - 入谷響

  - 過去
    - 村口史子
    - 東浩子
    - 大西葵
    - 土田沙弥香
    - 上田桃子
    - 山下美夢有

## その他
- 衣笠友章 - 同社社員（広報室）。元俳優。元プロ野球選手衣笠祥雄の実子。